# Dictyophara koreana
Dictyophara koreana är en insektsart som beskrevs av Matsumura 1915. Dictyophara koreana ingår i släktet Dictyophara och familjen Dictyopharidae. Inga underarter finns listade i Catalogue of Life.